# 365443 Holiday
365443 Holiday este o planetă minoră (asteroid), cu un diametru de 2,088 km, din centura de asteroizi. A fost descoperită pe 23 iunie 2010 la Wide-field Infrared Survey Explorer⁠(d) de Wide-field Infrared Survey Explorer⁠(d). 
Obiectul prezintă o orbită caracterizată de o semiaxă mare de 2,3320274701641 UAi, o excentricitate de 0,24, o înclinație de 5,7 ° în raport cu ecliptica.